# Comuna Săgeata, Buzău
Săgeata este o comună în județul Buzău, Muntenia, România, formată din satele Banița, Beilic, Bordușani, Dâmbroca, Găvănești, Movilița și Săgeata (reședința).

## Așezare
Comuna Săgeata este așezată în partea de câmp a județului Buzău, la o distanță de 17,3 km de orașul Buzău și 26 km de ultimele cute ale dealurilor subcarpatice. Toate satele sunt așezate în lungul șoselei județene DJ203K, pe malul stâng al râului Buzău. În unele părți, apropierea de râu ajunge la 7–8 m, distanța medie fiind de 400 m. DJ203K leagă comuna spre est de Robeasca și spre nord-vest de Vadu Pașii (unde se intersectează cu DN2).

## Demografie
Componența etnică a comunei Săgeata
     Români (90,69%)
     Alte etnii (0,54%)
     Necunoscută (8,77%)
Componența confesională a comunei Săgeata
     Ortodocși (90,69%)
     Alte religii (0,17%)
     Necunoscută (9,14%)
Conform recensământului efectuat în 2021, populația comunei Săgeata se ridică la 4.069 de locuitori, în scădere față de recensământul anterior din 2011, când fuseseră înregistrați 4.949 de locuitori. Majoritatea locuitorilor sunt români (90,69%), iar pentru 8,77% nu se cunoaște apartenența etnică. Din punct de vedere confesional, majoritatea locuitorilor sunt ortodocși (90,69%), iar pentru 9,14% nu se cunoaște apartenența confesională.

## Politică și administrație
Comuna Săgeata este administrată de un primar și un consiliu local compus din 13 consilieri. Primarul, Sorin Tănase[*], de la Partidul Social Democrat, este în funcție din 19 iunie 2012. Începând cu alegerile locale din 2024, consiliul local are următoarea componență pe partide politice:
|  | Partid                          | Consilieri | Componența Consiliului | Componența Consiliului | Componența Consiliului | Componența Consiliului | Componența Consiliului | Componența Consiliului | Componența Consiliului | Componența Consiliului | Componența Consiliului | Componența Consiliului |
|  | ------------------------------- | ---------- | ---------------------- | ---------------------- | ---------------------- | ---------------------- | ---------------------- | ---------------------- | ---------------------- | ---------------------- | ---------------------- | ---------------------- |
|  | Partidul Social Democrat        | 10         |                        |                        |                        |                        |                        |                        |                        |                        |                        |                        |
|  | Alianța pentru Unirea Românilor | 2          |                        |                        |                        |                        |                        |                        |                        |                        |                        |                        |
|  | Partidul Național Liberal       | 1          |                        |                        |                        |                        |                        |                        |                        |                        |                        |                        |

## Istorie
În anul 1837, se adunaseră la un loc 40 de familii, care trăiau în bordeie. În anul 1855, Alexandru Bagdat împarte moșia în două, dăruind-o celor doi moștenitori ai săi, Toma Bagdan și Katz Bagdat, formându-se două sate: Săgeata de sus și Săgeata de jos.
Fiind așezată pe malul opus al Buzăului față de drumul care duce de la București prin Buzău spre Brăila, Săgeata a fost întrebuințată ca punct strategic de armatele rusești, împotriva turcilor. Astfel în timpul războiului ruso-turc din anii 1806-1812, satele Săgeata și Beilic au fost devastate de mai multe ori. În anul 1809 generalul Essen a fortificat-o, tabăra militară fiind condusă apoi de generalul Langeron.
La sfârșitul secolului al XIX-lea, comuna Săgeata făcea parte din plasa Câmpul a județului Buzău și era formată din satele Beilic, Coiteasca, Dâmbroca, Plevna, Săgeata de Jos, Săgeata de Sus (reședința) și Șeineasca, având în total 1490 de locuitori. În comună funcționau o școală cu 41 de elevi în Săgeata de Sus și 2 biserici la Beilic și Săgeata de Sus. Pe teritoriul actual al comunei Săgeata, în aceeași plasă, mai era atunci organizată și comuna Găvănești, formată din cătunele Movilița și Găvănești, cu 1080 de locuitori ce trăiau în 231 de case. În comuna Găvănești funcționau o școală cu 36 de elevi (dintre care 2 fete) și o biserică clădită de episcopul Chesarie al Buzăului în 1844.
În 1925, comuna făcea parte din plasa Câlnău a aceluiași județ, era formată din satele Beilicu, Bordoșani-Coiteasca, Săgeata de Jos, Săgeata de Sus și Șeineasca, după ce satul Dâmbroca a fost transferat la comuna Scurtești. Comuna Găvănești era tot atunci în aceeași plasă, și avea satele Bănița, Găvănești și Movilița, cu 1959 de locuitori.
În 1950, comunele Găvănești și Săgeata au fost incluse în raionul Buzău al regiunii Buzău și apoi (după 1952) al regiunii Ploiești. În 1968, reforma administrativă a dus la desființarea comunei Găvănești și includerea ei în comuna Săgeata, care a fost rearondată județului Buzău, reînființat; tot atunci, satele Săgeata de Jos și Săgeata de Sus au fost unite în satul Săgeata, satul Șeineasca a fost inclus în satul Beilic, iar satul Dâmbroca a revenit la comuna Săgeata după desființarea comunei Scurtești.

## Monumente istorice
Singurul obiectiv din comuna Săgeata inclus în lista monumentelor istorice din județul Buzău de interes local este biserica „Sfântul Nicolae” din satul Găvănești, împreună cu clopotnița și zidul ei de incintă, ansamblul datând din anii 1844–1847 și fiind clasificat ca monument de arhitectură.

## Personalități născute aici
- Mircea Ifrim (1939 - 2020), medic, om politic;
- Radu Voinescu (n. 1958), scriitor,
- Valentin Maftei (n. 1974), rugbist.